# Carme Bravo
María del Carmen Bravo Roy (Gironella, Berguedà, 24 de octubre de 1919-Barcelona, 29 de abril de 2007) fue una pianista y pedagoga española creadora de la Fundación Privada Frederic Mompou.

## Trayectoria
Nació en el seno de una familia de artesanos y pasó su infancia sola con sus padres pues sus hermanos estudiaban en un internado, mientras que ella fue educada en casa por su madre. Respecto a sus estudios musicales, recibió sus primeras lecciones de piano de una vecina y más tarde, cuando su familia se trasladó a Barcelona, se matriculó en piano y solfeo en el Conservatorio Municipal de Música de Barcelona. Durante este periodo conoció a su gran amiga Petri Palou también estudiante de piano con la que llegó a dar conciertos colaborativos por toda España.

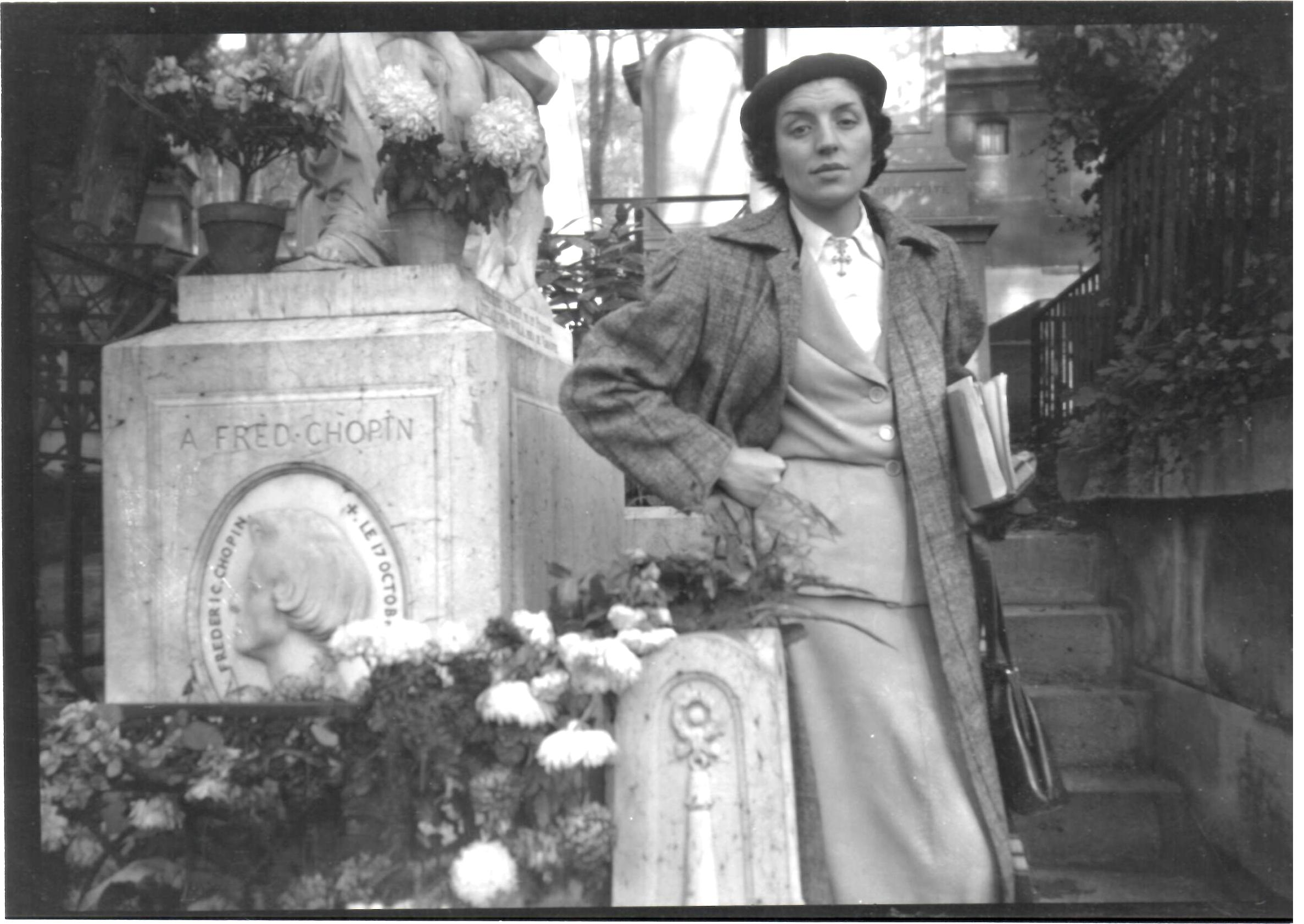
Carme Bravo ante la tumba de Frédéric Chopin en París. Año 1950, durante el periodo que pasó estudiando en la ciudad.

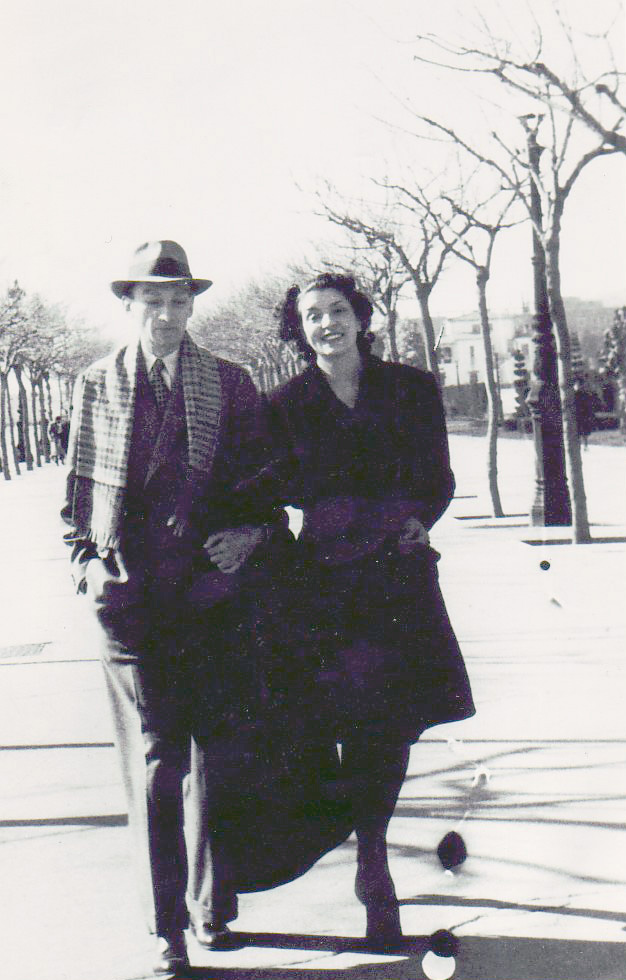
Carme Bravo junto a Frederic Mompou en 1943.

Inició su carrera de pianista solista con la Orquesta Sinfónica de Barcelona bajo la dirección de Eduard Toldrà.  El 29 de octubre de 1941, participó en un concurso de piano organizado por César Mendoza Lasalle en el teatro Coliseum de Barcelona donde conoció al compositor y pianista Federico Mompou que hacía de jurado, con el que inició una relación de quince años y se casó en 1957 en la capilla románica de Montjuïc. En 1950, el Ayuntamiento de Barcelona le concedió una beca para viajar a París y continuar sus estudios de piano. Durante su estancia allí, realizó varias grabaciones para la radio francesa. También ofreció varios conciertos en Italia y Holanda, presentando repertorio clásico y español. Entre otros profesores como Jaume Pahisa, recibió clases de Ricard Vinyes. Durante su matrimonio fue profesora de piano en el Conservatorio Municipal de Barcelona y maestra de pedagogía en la Escuela Universitaria del Profesorado al mismo tiempo se dedicaba a difundir la música de Mompou.
Tras la muerte de su marido en 1987, comenzó a dar clases particulares a pianistas para instruirlos en el arte de interpretar la música de Mompou y retomó su carrera concertística incorporando las obras del compositor en sus actuaciones nacionales e internacionales por países como Japón o Estados Unidos. Consciente de la importancia para la investigación del archivo personal de su marido y para facilitar su acceso, lo donó en el décimo aniversario del fallecimiento del compositor a la Biblioteca de Catalunya, que inició el fondo Frederic Mompou. Junto con las Juventudes Musicales de Barcelona y Joan Millà, el 12 de junio de 2006 creó la Fundación Privada Frederic Mompou dedicada a la divulgación de la obra del compositor especialmente entre las jóvenes generaciones de músicos. La presentación tuvo lugar el 20 de marzo de 2007 en un acto celebrado en el Saló de Cent del Ayuntamiento de Barcelona.
Bravo tuvo amistad con muchos artistas y poetas de su época como Alicia de Larrocha, Xavier Montsalvatge, el poeta y editor Josep Janés o la clavecinista Ester Nadal. Bravo y Nadal participaron juntas en muchas actividades musicales y junto con Pura Gómez y J. Climent i Guinart fundaron el Cor Mixt Polifònic.

## Reconocimientos
En 1950, obtuvo una beca del Ayuntamiento de Barcelona para continuar sus estudios de piano en París, donde fue alumna de Lazare Lévy y Madga Tagliaferro.

## Obra
Participa en dos grabaciones:
- 1988 Cançons - Frederic Mompou, Carmen Bustamante, Carmen Bravo - PDI.
- 1992 Obras Para Piano - Federico Mompou, Gonzalo Soriano, Carmen Bravo -  EMI Classics.